# Engelbrecht van Nassau-Wiesbaden-Idstein
Engelbrecht van Nassau-Wiesbaden-Idstein (1448 – Mainz, 7 april 1508), Duits: Engelbrecht von Nassau-Wiesbaden-Idstein, was een geestelijke uit het Huis Nassau-Wiesbaden-Idstein, een zijtak van de Walramse Linie van het Huis Nassau.

## Biografie
Engelbrecht was de derde zoon van graaf Johan van Nassau-Wiesbaden-Idstein en Maria van Nassau-Siegen, dochter van graaf Engelbrecht I van Nassau-Siegen en Johanna van Polanen.
Engelbrecht volgde een kerkelijke carrière en bekleedde de volgende ambten:
- Domheer te Keulen 1456.[1]
- Proost van de Sint-Bartholomeus te Frankfurt 1475–1481.[1][3][5]
- Kanunnik van de Sint-Gereonkerk te Keulen 1479.[1]
- Domheer te Mainz 1483–1508.[1]
- Proost van de Sint-Marie te Erfurt.[1]

Engelbrecht was kanselier van keizer Frederik III in 1476. Hij diende in 1488 rooms-koning Maximiliaan I in Vlaanderen.
Engelbrecht werd begraven in de Dom van Mainz.

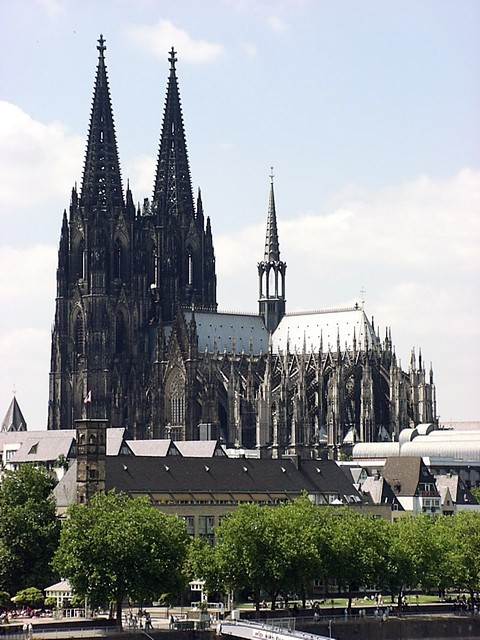
De Dom van Keulen
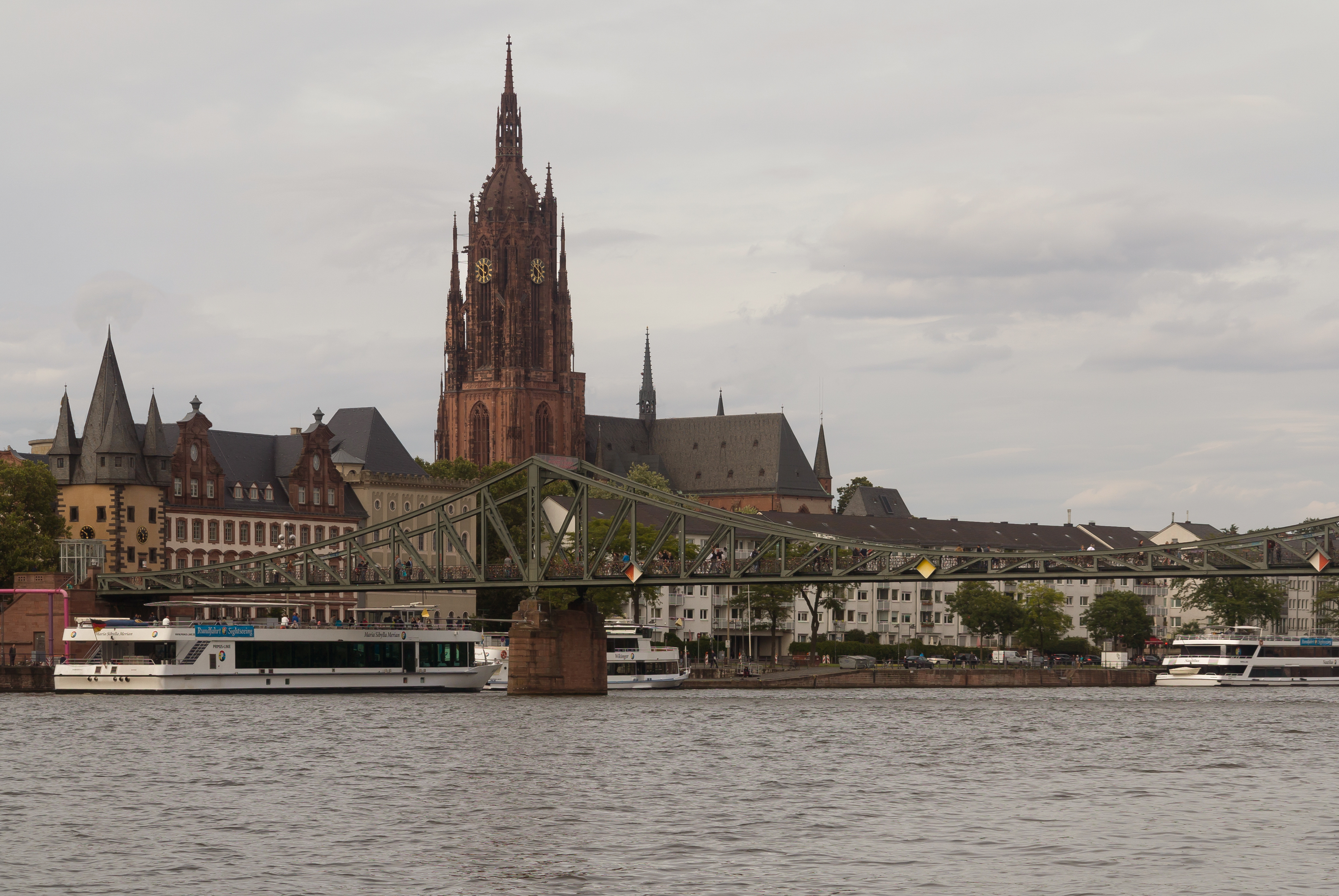
De Dom van Frankfurt
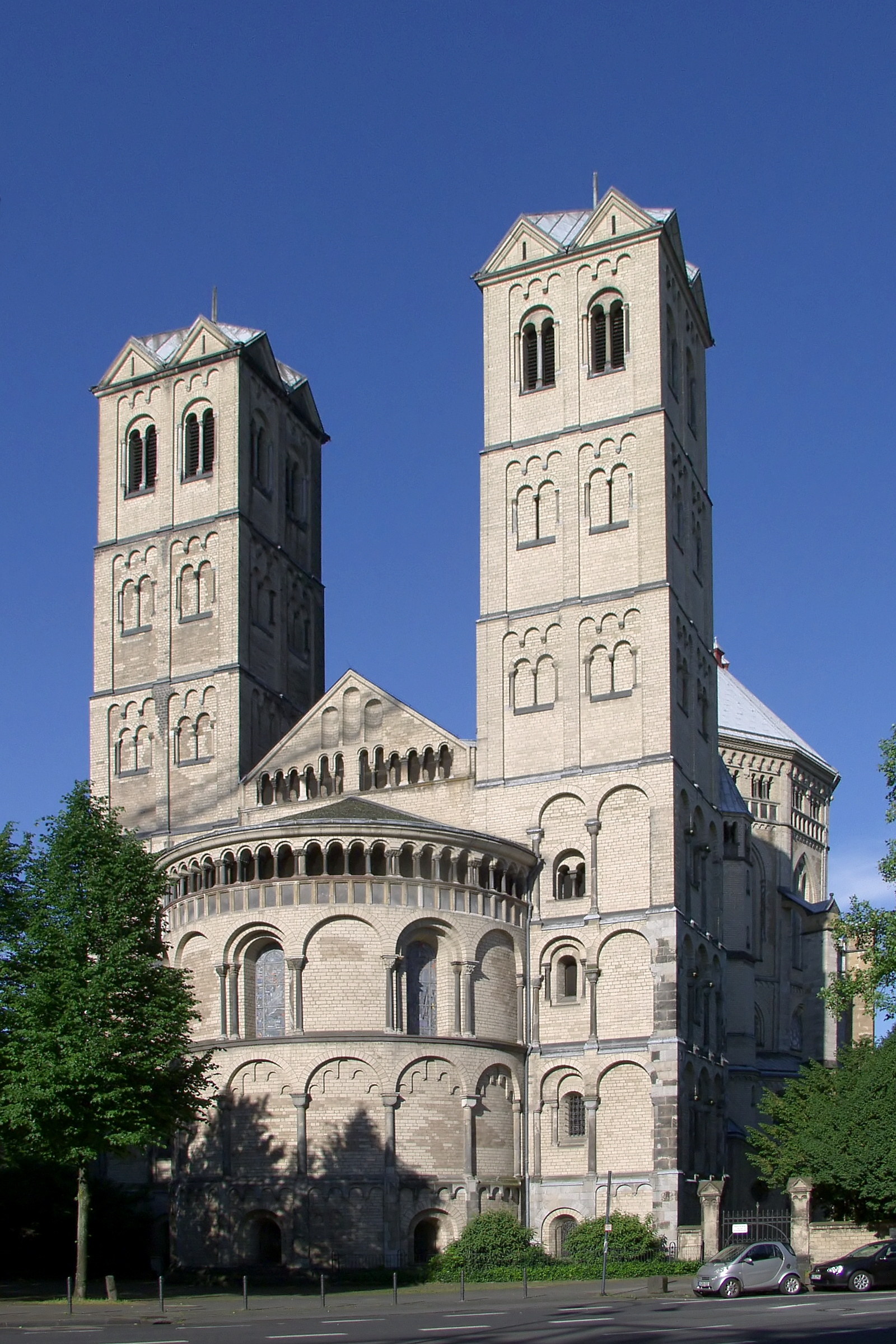
De Sint-Gereonkerk te Keulen
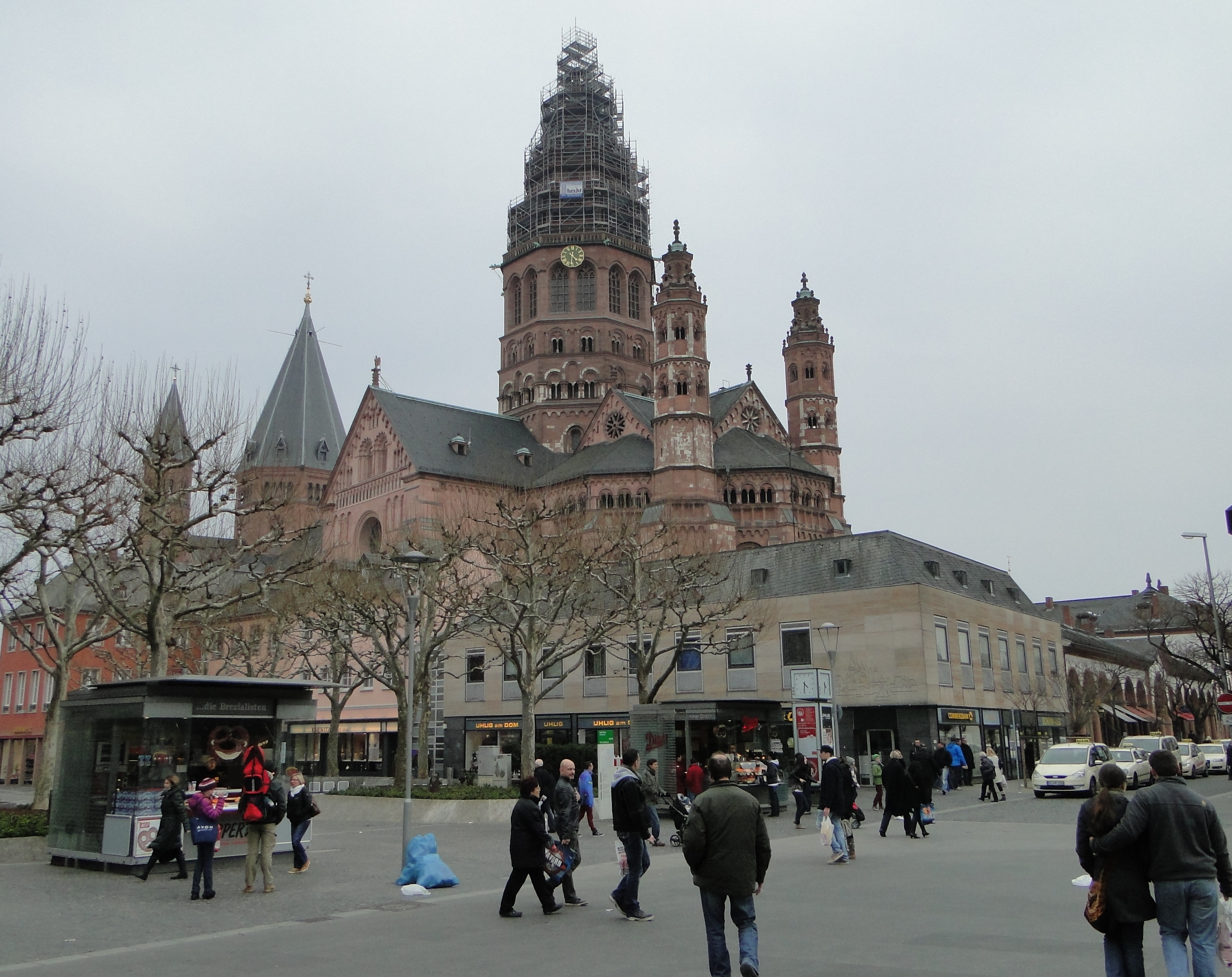
De Dom van Mainz
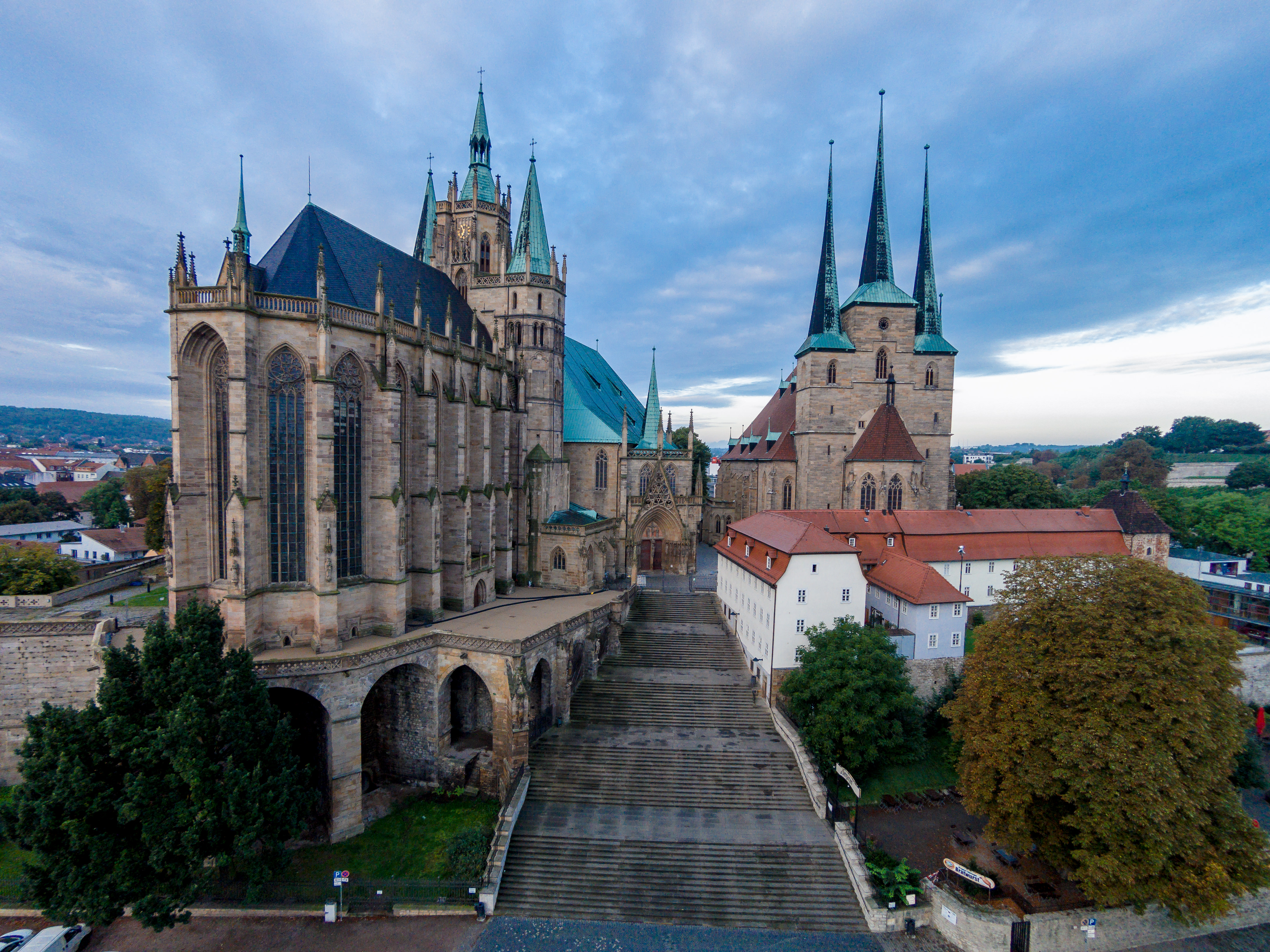
De Dom van Erfurt

## Voorouders
| Voorouders van Engelbrecht van Nassau-Wiesbaden-Idstein | Voorouders van Engelbrecht van Nassau-Wiesbaden-Idstein                                       | Voorouders van Engelbrecht van Nassau-Wiesbaden-Idstein                                     | Voorouders van Engelbrecht van Nassau-Wiesbaden-Idstein                                   | Voorouders van Engelbrecht van Nassau-Wiesbaden-Idstein                                   | Voorouders van Engelbrecht van Nassau-Wiesbaden-Idstein                                   | Voorouders van Engelbrecht van Nassau-Wiesbaden-Idstein                                   | Voorouders van Engelbrecht van Nassau-Wiesbaden-Idstein                                   | Voorouders van Engelbrecht van Nassau-Wiesbaden-Idstein                                   |
| ------------------------------------------------------- | --------------------------------------------------------------------------------------------- | ------------------------------------------------------------------------------------------- | ----------------------------------------------------------------------------------------- | ----------------------------------------------------------------------------------------- | ----------------------------------------------------------------------------------------- | ----------------------------------------------------------------------------------------- | ----------------------------------------------------------------------------------------- | ----------------------------------------------------------------------------------------- |
| Betovergrootouders                                      | Adolf I van Nassau-Wiesbaden-Idstein (1307–1370) ⚭ 1332 Margaretha van Neurenberg (?–na 1382) | Johan I van Westerburg (?–1370) ⚭ vóór 1355 Kunigunde van Sayn (?–na 1383)                  | Rudolf VI van Baden (?–1372) ⚭ Mechtild van Sponheim (?–1407/10)                          | Lodewijk XI van Oettingen (?–1440) ⚭ Beatrix van Helfenstein (?–1385)                     | Otto II van Nassau-Siegen (ca. 1305–1350/51) ⚭ 1331 Adelheid van Vianden (?–1376)         | Adolf II van der Mark (?–1347) ⚭ 1332 Margaretha van Kleef (?–na 1348)                    | Jan II van Polanen (?–1378) ⚭ 1348 Oda van Horne (?–vóór 1353)                            | Johan II van Salm (?–na 1400) ⚭ na 1355 Philippa van Valkenburg (?–?)                     |
| Overgrootouders                                         | Walram IV van Nassau-Wiesbaden-Idstein (1348/54–1393) ⚭ 1374 Bertha van Westerburg (?–1418)   | Walram IV van Nassau-Wiesbaden-Idstein (1348/54–1393) ⚭ 1374 Bertha van Westerburg (?–1418) | Bernhard I van Baden (1364–1431) ⚭ 1398 Anna van Oettingen (ca. 1380–1442)                | Bernhard I van Baden (1364–1431) ⚭ 1398 Anna van Oettingen (ca. 1380–1442)                | Johan I van Nassau-Siegen (ca. 1339–1416) ⚭ 1357 Margaretha van der Mark (?–1409)         | Johan I van Nassau-Siegen (ca. 1339–1416) ⚭ 1357 Margaretha van der Mark (?–1409)         | Jan III van Polanen (?–1394) ⚭ 1390 Odilia van Salm (?–1428)                              | Jan III van Polanen (?–1394) ⚭ 1390 Odilia van Salm (?–1428)                              |
| Grootouders                                             | Adolf II van Nassau-Wiesbaden-Idstein (1386–1426) ⚭ 1418 Margaretha van Baden (1404–1442)     | Adolf II van Nassau-Wiesbaden-Idstein (1386–1426) ⚭ 1418 Margaretha van Baden (1404–1442)   | Adolf II van Nassau-Wiesbaden-Idstein (1386–1426) ⚭ 1418 Margaretha van Baden (1404–1442) | Adolf II van Nassau-Wiesbaden-Idstein (1386–1426) ⚭ 1418 Margaretha van Baden (1404–1442) | Engelbrecht I van Nassau-Siegen (ca. 1370–1442) ⚭ 1403 Johanna van Polanen (1392–1445)    | Engelbrecht I van Nassau-Siegen (ca. 1370–1442) ⚭ 1403 Johanna van Polanen (1392–1445)    | Engelbrecht I van Nassau-Siegen (ca. 1370–1442) ⚭ 1403 Johanna van Polanen (1392–1445)    | Engelbrecht I van Nassau-Siegen (ca. 1370–1442) ⚭ 1403 Johanna van Polanen (1392–1445)    |
| Ouders                                                  | Johan van Nassau-Wiesbaden-Idstein (1419–1480) ⚭ 1437 Maria van Nassau-Siegen (1418–1472)     | Johan van Nassau-Wiesbaden-Idstein (1419–1480) ⚭ 1437 Maria van Nassau-Siegen (1418–1472)   | Johan van Nassau-Wiesbaden-Idstein (1419–1480) ⚭ 1437 Maria van Nassau-Siegen (1418–1472) | Johan van Nassau-Wiesbaden-Idstein (1419–1480) ⚭ 1437 Maria van Nassau-Siegen (1418–1472) | Johan van Nassau-Wiesbaden-Idstein (1419–1480) ⚭ 1437 Maria van Nassau-Siegen (1418–1472) | Johan van Nassau-Wiesbaden-Idstein (1419–1480) ⚭ 1437 Maria van Nassau-Siegen (1418–1472) | Johan van Nassau-Wiesbaden-Idstein (1419–1480) ⚭ 1437 Maria van Nassau-Siegen (1418–1472) | Johan van Nassau-Wiesbaden-Idstein (1419–1480) ⚭ 1437 Maria van Nassau-Siegen (1418–1472) |